# The Purge: Anarchy
The Purge: Anarchy és una pel·lícula de terror d'acció distòpica estatunidenca de 2014 escrita i dirigida per James DeMonaco. És una seqüela de The Purge del 2013 i la segona entrega de la franquícia The Purge. La pel·lícula és protagonitzada per Frank Grillo, Carmen Ejogo, Zach Gilford, Kiele Sanchez i Michael K. Williams. Edwin Hodge va repetir el seu paper de la primera pel·lícula. Es va estrenar a tot el món el 18 de juliol de 2014. S'ha subtitulat al català.
La pel·lícula va recaptar més de 111 milions de dòlars i va rebre crítiques contradictòries, que la van elogiar com una millora respecte a la predecessora, però van criticar la seva fórmula i guió clixés. Tot i que la primera pel·lícula es va ambientar en gran part en una casa, Anarchy té lloc a la zona del Gran Los Angeles i mostra més del que passa a l'entorn durant l'esdeveniment. Una tercera pel·lícula de la sèrie, The Purge: Election Year, es va estrenar l'1 de juliol de 2016.

## Sinopsi
El Govern, ara en mans dels Nous Fundadors d'Amèrica, autoritza una purga anual de 12 hores per aconseguir mantenir el crim per sota de l'1%. Cinc persones descobreixen fins on són capaços d'arribar per salvar-se.